# بربيت أبيض الرأس
بربيت أبيض الرأس (الاسم العلمي: Lybius leucocephalus) (بالإنجليزية: White-headed Barbet)‏ هو نوع من الطيور يتبع جنس البربيت الأفريقي من الفصيلة البربيتية.